# Abraham Munting
Abraham Munting (1626 - 1683) fue un médico, botánico, profesor neerlandés. Académicamente trabajó en Groningen.

## Algunas publicaciones

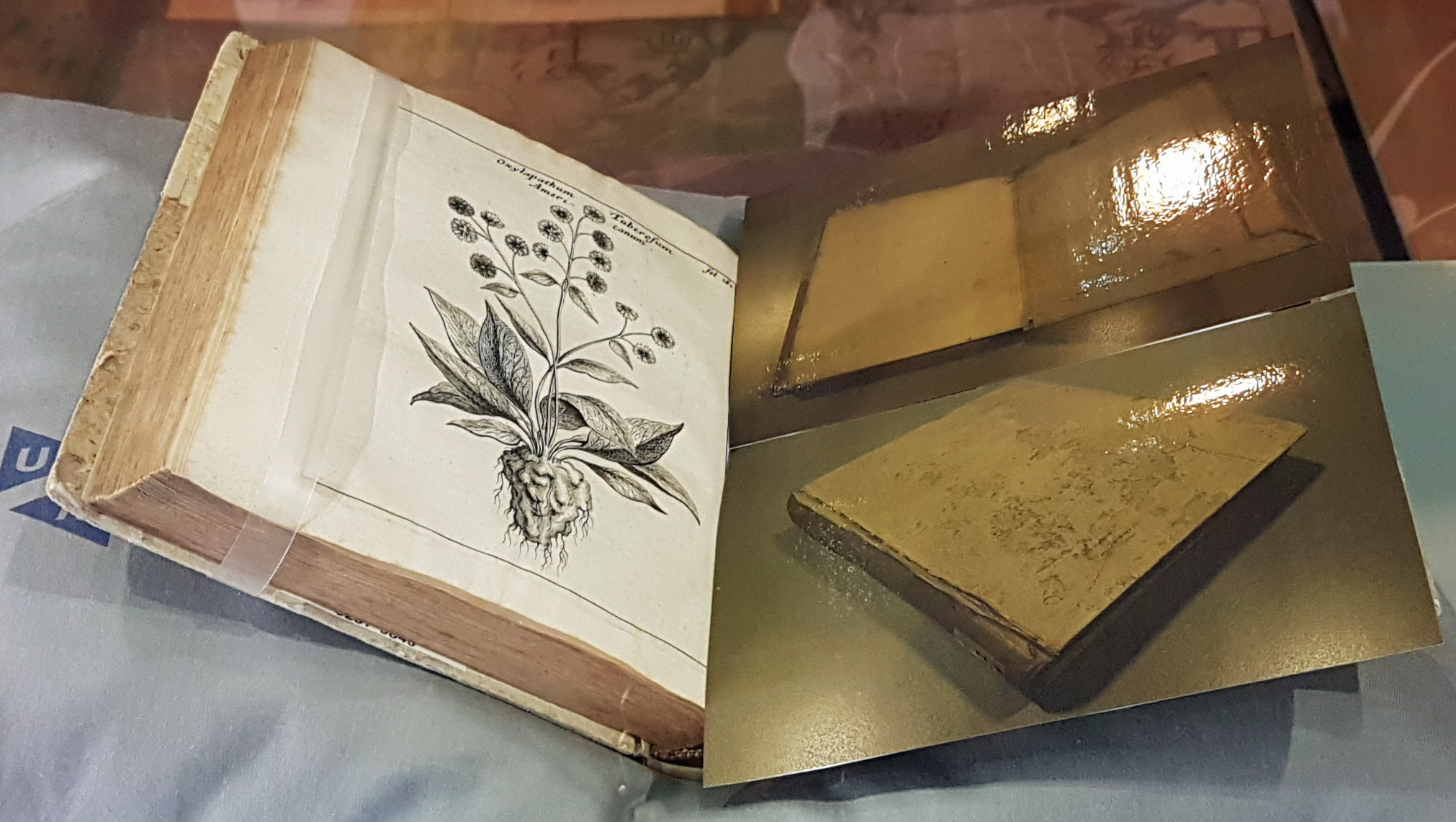
De vera antiquorum herba Britannica, etc. (Hieronymus Sweerts, Ámsterdam, 1681)

- 1698. A. Muntingii ... Dissertatio historico-medica de vera Herba Britannica: adjuncta est ejusdem aloidarum historia

### Libros
- 1680. Aloidarium sive Aloes Mucronato Folio americanae majoris... 33 pp. en línea
- 1681. Vera Herba Britannica: ejusdem efficacia contra stomacaccen ... . 231 pp.
- 1682. Waare Oeffening Der Planten, Waar in de Rechte Aart, Natuire, en Verborgene Eigenschappen Der Boomen, Heesteren, Kruiden, Ende Bloemen. 656 pp. Reeditó en [2010 Kessinger Publish. 804 pp. ISBN 1-120-95329-4
- 1696. Decorative Floral Engraving: 118 Plates "Accurate Description of Terrestrial Plants". Reeditó Peter Smith Publish. ISBN 0-8446-5227-X
- 1698. De vera antiquorum herba Britannica: Dissertatio hist. medica. 306 pp. en línea
- 1713. ...Medicinæ et Botanicae Professoris Phytographia curiosa, exhibens Arborum, Fruticum, Herbarum et Florum Icones, (245) Tabulis ad vivum delineatis ... æri incisis. Varias earum denominationes, latinas, gallicas, italicas, germanicas, belgicas aliasque ... desumptas. Ed. Apud Rad. et Gerh. Westenios. 245 pp.
- 1727. Phytographia curiosa: exhibens arborum, fruticum, herbarum & florum icones, ducentis & quadraginta quinque tabulis ad vivum delineatis ac artificiosissime aeri incisis : varias earum denominationes, latinas, gallicas, italicas, germanicas, belgicas, aliasque, ex probatissimis authoribus, priscis ac neotericis, desumptas. 47 pp.
- 1727. Naauwkeurige beschryving der aardgewassen (Datos exactos de los cultivos de hoja de la naturaleza). Ed. Apud Petrum de Coup. 47 pp.
- 1734. ... Phytographia curiosa. Varias earum denominationes collegit & adjecit F. Kiggelaer.
- 1734. Henrici Cannegieteri Dissertatio de Brittenburgo, matribus Brittis, Britannica herba, Brittia Procopio memorata, Britannorumqve antiquissimis per Galliam et Germaniam sedibus. Huic accedunt ejusdem notae atqve observationes ad A. Muntingii Dissertationem de vera antiquorum herba Britannica. 40 pp.

## Eponimia
- (Tiliaceae) Muntingia L.[1]